# Politika (deník)

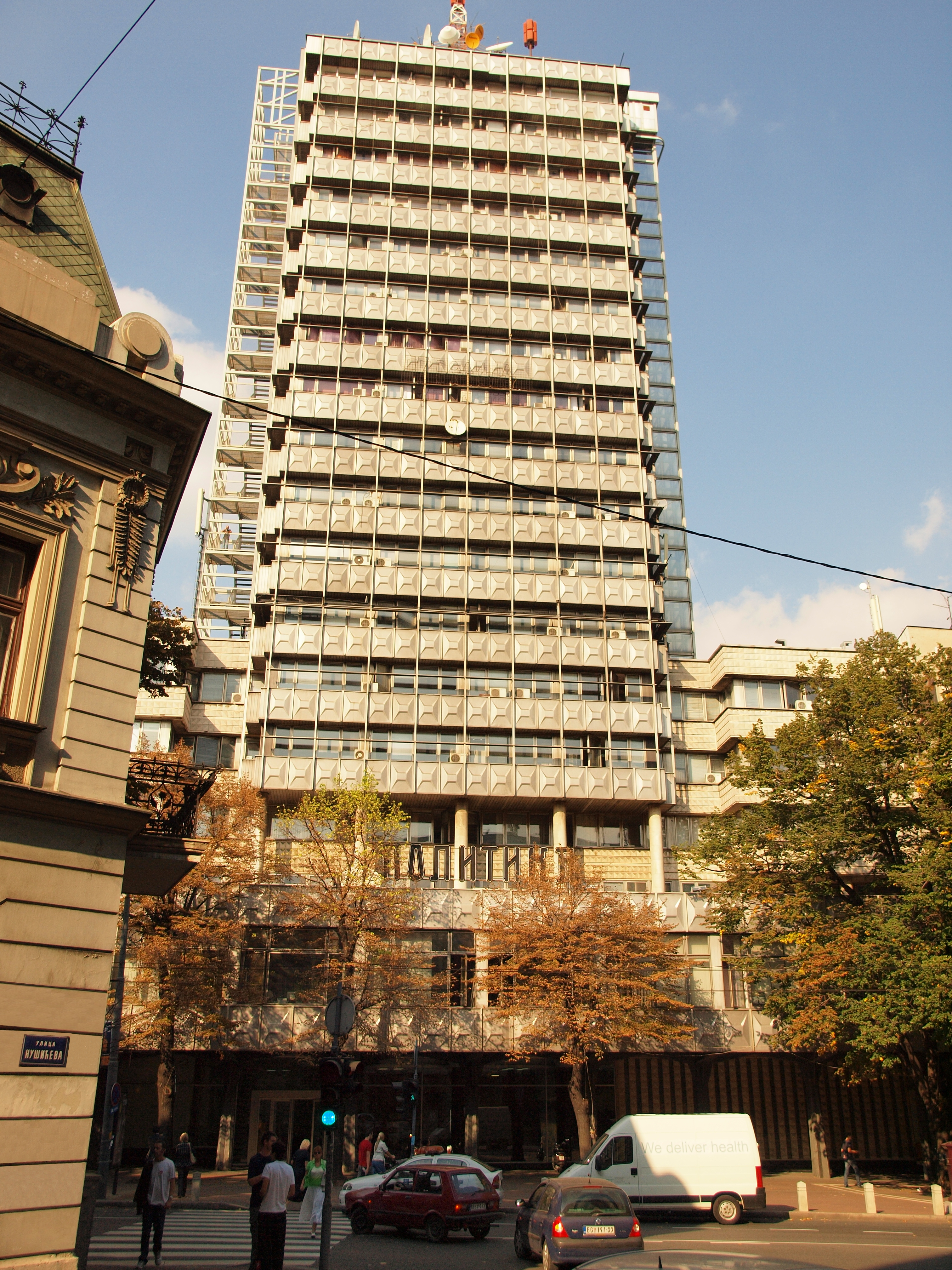
Sídlo Politiky na Makedonské třídě v Bělehradu

Politika (v srbské cyrilici Политика) je srbský celostátní deník. Vychází od 25. ledna 1904. Redakce deníku sídlí v Bělehradě.

## Historie
Deník vychází každý den a nepřetržitě, s výjimkou přestávek: od 14. listopadu do 21. prosince 1914, od 23. září do 1. prosince 1919 (první světová válka) a od 6. dubna 1941 do 28. října 1944 (druhá světová válka). Patří mezi hlavní deníky v zemi a od doby svého vzniku vychází výhradně v cyrlici. Věnuje se všem oblastem života, včetně kultury, sportu, ekonomiky i zábavy.
Během období komunistického režimu patřila k jedním z málo novin, které nebyly ústředním orgánem žádné strany, ani jiné organizace socialistického charakteru, držely se však pevně tehdejšího politického kurzu. Do novin přispívala řada známých osobností své doby, včetně například Branislava Nušiće, Iva Andriće, Vasy Popoviće, Zuky Džumhura, Ljubomira Vukadinoviće, Miroslava Radojčiće, či Moši Pijade.

## Ředitelé
- 1904–1914 Vladislav (Franc) Ribnikar
- 1919–1924 Slobodan (Franc) Ribnikar
- 1924–1941 Vladislav (Slobodan) Ribnikar
- 1944– Vladislav (Slobodan) Ribnikar